# Boissière (Paris metro)
Boissière är en metrostation i Paris metro för linje 6. Stationen öppnades ursprungligen som en del av linje 1 år 1900, nu tillhör denna del linje 6. 

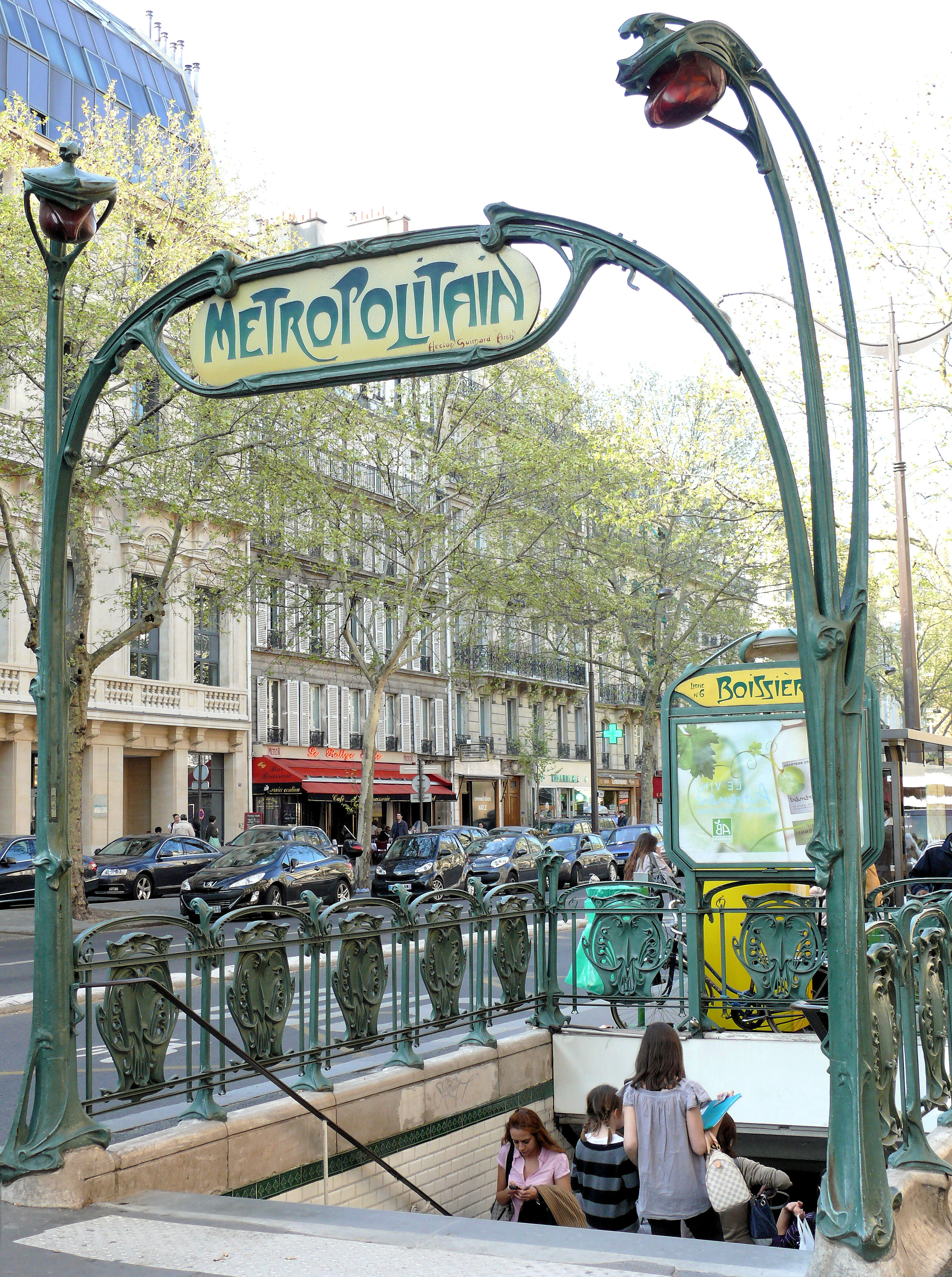
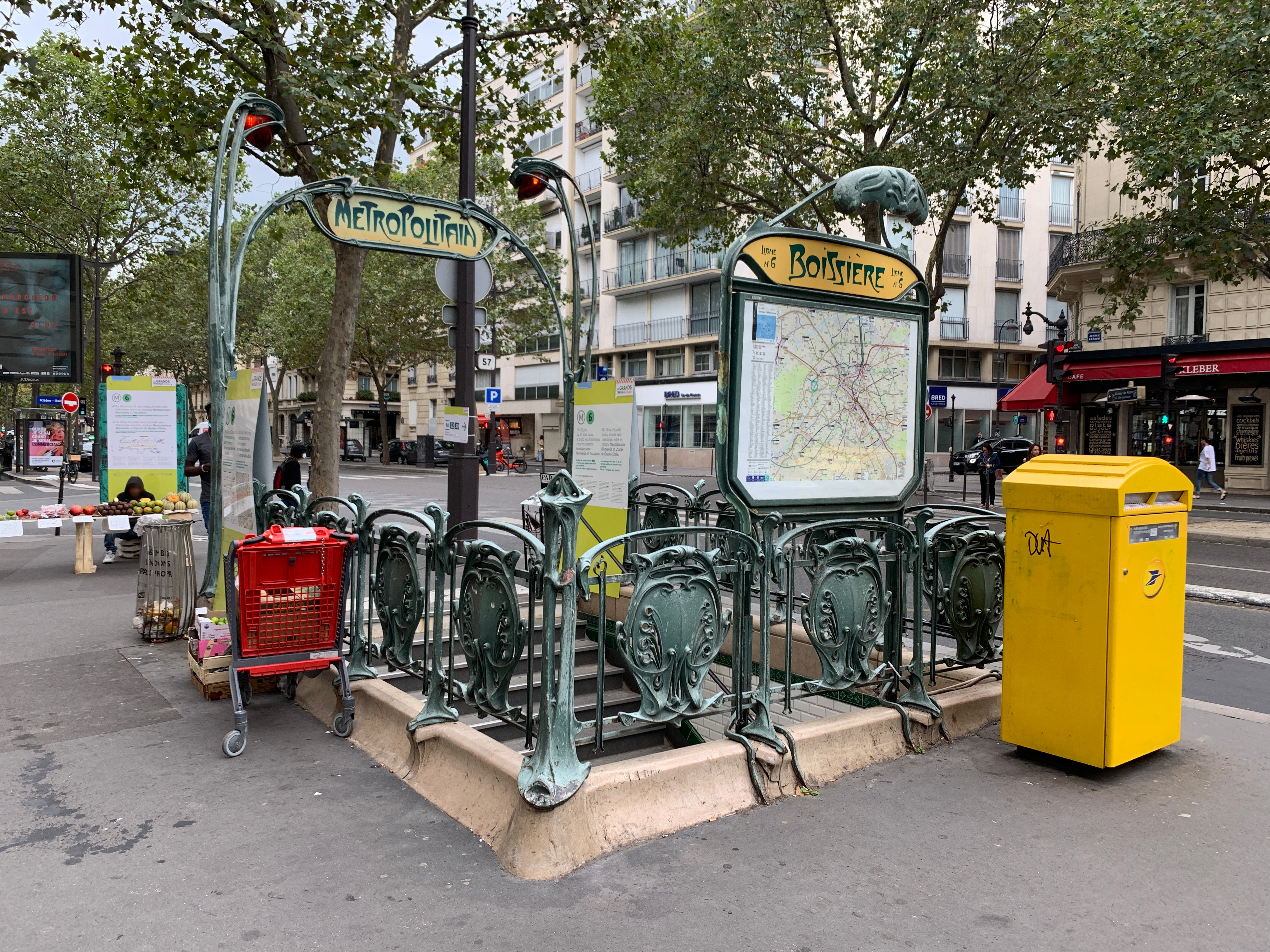
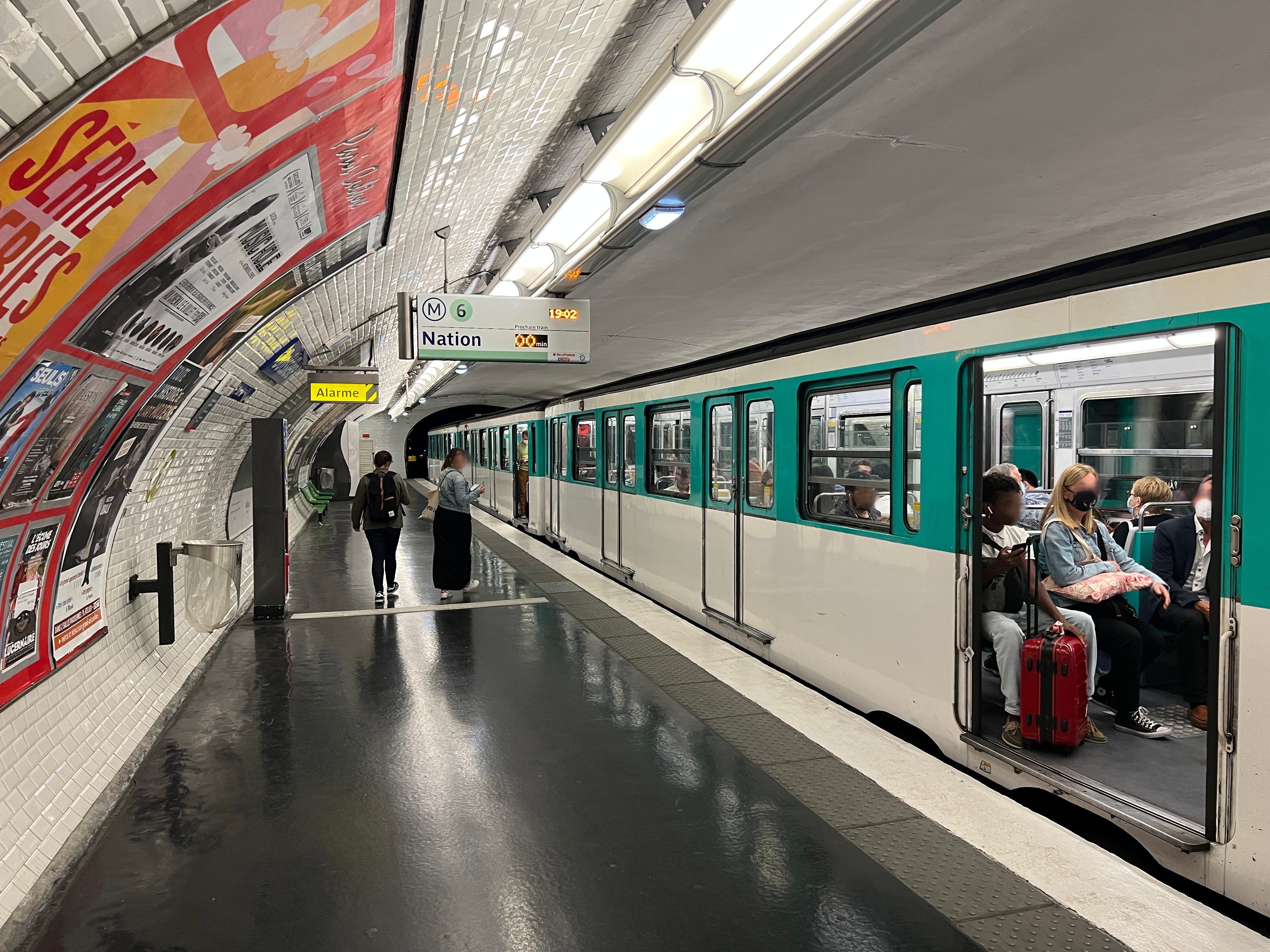
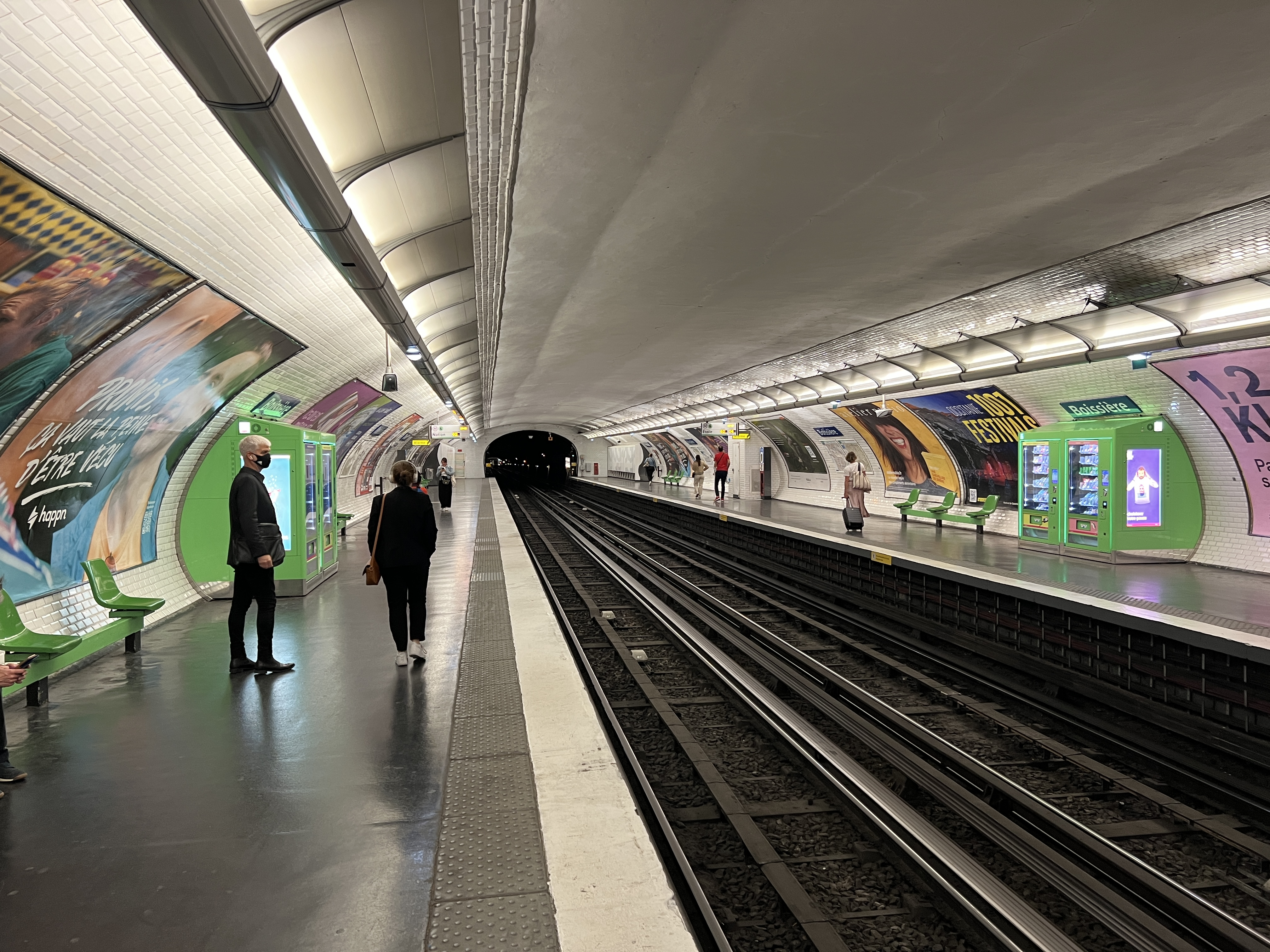